# Mario D'Acquisto
Mario D'Acquisto (Palermo, 12 gennaio 1931) è un politico italiano, presidente della Regione Siciliana dal 1980 al 1982 e vicepresidente della Camera dei deputati dal 1992 al 1993. Negli anni settanta ha ricoperto la carica di primo cittadino del comune di Mezzojuso (PA).

## Biografia
Laureato in giurisprudenza, avvocato e giornalista, fu segretario provinciale della Democrazia Cristiana di Palermo e venne eletto deputato all'Assemblea regionale siciliana per cinque legislature, dal 1963 al 1983. Nel 1970 diviene assessore al lavoro, e nel 1971 ai lavori pubblici, e dal 1972 al 1974 al Lavoro.
Dal 1978 al 1980 è assessore al bilancio fino a quando il 1º maggio del 1980 viene eletto presidente della Regione. Vicino a Salvo Lima e numero due nella guida della corrente andreottiana in Sicilia, guiderà due governi fino al dicembre del 1982. È il difficile momento della successione a Piersanti Mattarella, assassinato dalla mafia. Durante il suo mandato vengono uccisi il capitano dei carabinieri Emanuele Basile, il procuratore capo della Repubblica Gaetano Costa, il segretario regionale del PCI Pio La Torre, il medico legale Paolo Giaccone, l'agente della Squadra mobile di Palermo Calogero Zucchetto e il prefetto Carlo Alberto dalla Chiesa. Durante i funerali di Pio La Torre prende la parola, ma viene fischiato dalla folla presente, e Nando dalla Chiesa lo accusa di essere uno dei responsabili politici dell'omicidio di suo padre Carlo Alberto.
Nel 1983 viene eletto nella lista DC alla Camera dei deputati, dove sarà rieletto per altre due legislature. Farà parte delle commissioni Bilancio e Difesa. Nel 1984 è messo sotto indagine dal giudice Giovanni Falcone per aver favorito gli esattori Nino ed Ignazio Salvo. Nel 1987 è sottosegretario al Bilancio nel governo Goria, e dall'aprile 1988 al luglio 1989 sottosegretario alla Giustizia nel governo De Mita. Dal 1989 al 1990 è presidente della Commissione Bilancio prima e della Commissione Finanze dopo. Nel 1992 diviene vicepresidente della Camera dei Deputati.
A fine 1993 aderisce al gruppo parlamentare del Centro Cristiano Democratico, ma decide di non ricandidarsi alle elezioni del 1994 e si ritira dalla politica. Coinvolto nelle indagini sulla Tangentopoli siciliana nel 1994, è stato assolto da ogni accusa nel 2000. Durante il secondo governo Berlusconi viene nominato presidente di Italia Lavoro Sicilia, carica che mantiene fino a giugno 2009.